# Gaviang
Gaviang est une localité du Cameroun située dans la commune de Moutourwa, le département du Mayo-Kani et la Région de l'Extrême-Nord, au pied des monts Mandara, à proximité de la frontière avec le Tchad.

## Localisation
Gaviang est localisé à 10° 22′ 31,8″ N, 14° 17′ 19″ E.